# Pinewood Studios
Pinewood Studios là một hãng phim và truyền hình của Anh tọa lạc tại làng Iver Heath, Anh., cách trung tâm Luân Đôn khoảng 29 km về phía tây. Hãng phim là cơ sở cho nhiều tác phẩm điện ảnh quy mô lớn, các chương trình truyền hình và video quảng cáo, trong đó có hai thương hiệu phim James Bond và Carry On.

## Lịch sử

### Thập niên 1930: Thành lập hãng phim
Pinewood Studios được xây dựng trên khu đất của Heatherden Hall, một ngôi nhà nông thôn theo phong cách Victoria đã được Trung tá Grant Morden (1880–1932) – một nhà tài chính người Canada – mua lại. Ông đã bổ sung thêm các tiện nghi như phòng khiêu vũ, phòng tắm kiểu Thổ Nhĩ Kỳ và sân bóng quần trong nhà. Do nằm tách biệt nên nơi này được sử dụng làm nơi gặp gỡ kín đáo của các chính trị gia và nhà ngoại giao cấp cao; thỏa thuận thành lập Hiệp ước Anh-Ireland đã được ký kết ở đó. Năm 1934, trùm bất động sản Charles Boot (1874–1945) đã mua lại mảnh đất và biến nó thành một câu lạc bộ ở vùng quê. Phòng khiêu vũ được chuyển đổi thành nhà hàng và nhiều phòng ngủ trở thành dãy phòng được trang bị đầy đủ tiện nghi.
Năm 1935, triệu phú bột mì J. Arthur Rank (1888–1972) hợp tác với Boot và biến khu đất này thành một xưởng phim. Boot sử dụng các thiết kế cho khu phức hợp trường quay dựa trên những ý tưởng mới nhất đang được các hãng phim ở Hollywood và California sử dụng. Boot đặt tên cho xưởng phim mới là Pinewood vì "lượng cây cối ở đó và vì [cái tên] như gợi nhớ về vùng trung tâm điện ảnh Hoa Kỳ ở trong âm tiết thứ hai". Quá trình xây dựng bắt đầu vào tháng 12 năm đó, mỗi trường quay được hoàn thành trong ba tuần. Các xưởng phim được hoàn thành 9 tháng sau đó với chi phí 1 triệu GBP (khoảng 72,3 triệu GBP theo giá năm 2019). Năm trường quay đầu tiên được hoàn thành cùng với một bể chứa nước kín có khả năng chứa 295,5 l), bể này vẫn đang được sử dụng. Trong những năm sau đó, ông cũng đảm nhận công việc tiếp theo ở cả Pinewood Film Studios lẫn Denham Film Studios, cả hai hãng này sau đó đều được nhập vào The Rank Organisation, một tập đoàn giải trí do Rank thành lập năm 1937.
Ngày 30 tháng 9 năm 1936, khu phức hợp xưởng phim được chính thức khai trương bởi Tiến sĩ Leslie Burgin, Thư ký Nghị viện của Ban Thương mại. Đạo diễn phim phim điện ảnh đầu tiên sử dụng cơ sở vật chất của hãng phim là Herbert Wilcox, với tác phẩm London Melody (1937), với sự tham gia của Anna Neagle (vợ ông), một phần của bộ phim đã được ghi hình tại British and Dominions Imperial Studios ở Elstree, trước khi một trận hỏa hoạn đã khiến quá trình sản xuất phải tạm ngưng. Bộ phim đầu tiên được thực hiện hoàn toàn tại Pinewood là Talk of the Devil (1936) do Carol Reed đạo diễn. Sau đó là một thời kỳ sung mãn của Pinewood và lịch sử điện ảnh Anh, Pinewood theo sau các hãng phim áp dụng "hệ thống đơn vị", một thông lệ của ngành công nghiệp Mỹ. Kỹ thuật này cho phép quay nhiều bức hình cùng một lúc và cuối cùng, Pinewood đã đạt được sản lượng cao nhất so với bất kỳ hãng phim nào trên thế giới.

### Thập niên 1940–1950: Gây dựng danh tiếng
Trong Chiến tranh thế giới thứ hai, Pinewood được trưng dụng bởi Đơn vị Điện ảnh Crown, Đơn vị Quay phim và Chụp ảnh Quân đội số 5, Đơn vị Sản xuất Phim của Lực lượng Không quân Hoàng gia và Đơn vị Điện ảnh của Không quân Ba Lan. Crown Film Unit đã hoàn thành nhiều phim tài liệu thời chiến kinh điển. Desert Victory của Roy Boulting, Fires Were Started và Coastal Command của Humphrey Jennings và Western Approaches của Pat Jackson (đều phát hành năm 1943) đều được quay đây trong khoảng thời gian này. Ngoài việc được các lực lượng vũ trang sử dụng, Royal Mint và Lloyd's of London đã được lắp đặt trên các khu vực âm thanh tại Pinewood và mở cửa kinh doanh trong suốt thời chiến. The Company of Youth, trường diễn xuất của The Rank Organisation, cái nôi sản sinh ra một số sự nghiệp điện ảnh có tiếng, được thành lập vào năm 1945. Năm tiếp theo, Pinewood mở cửa trở lại để kinh doanh.
Hai bộ phim quan trọng được sản xuất tại Pinewood được phát hành cách nhau hai tháng vào năm 1948 là Oliver Twist do David Lean đạo diễn và The Red Shoes của Powell và Pressburger. Do thiếu vốn do bội chi tài chính vào năm trước đó, The Rank Organisation không có đủ tiền để quảng bá cho The Red Shoes ở Mỹ trong thời gian đầu, dù vậy tác phẩm đã trở thành bộ phim có doanh thu lớn nhất của The Rank Organisation với hơn 1 triệu GBP vào năm 1951 (tương đương 28,9 triệu GBP vào năm 2019). Cùng năm đó, John Davis được bổ nhiệm làm giám đốc điều hành. Năm kế đó, Rank đã thấu chi 16 triệu GBP (tương đương 506 triệu GBP vào năm 2019) và báo lỗ 3,5 triệu GBP, chủ yếu là do những phim ngân sách lớn gặp thất bại. Một trong những dự án lớn nhất trong số này là Caesar and Cleopatra (1945), ban đầu có kinh phí 250.000 GBP, nhưng cuối cùng lại tốn tới 1,28 triệu GBP (tương đương 49,8 triệu GBP vào năm 2019).
Tất cả các phim thuộc loạt phim Doctor do Betty Box sản xuất và Ralph Thomas đạo diễn, bắt đầu với Doctor in the House (1954) – bộ phim thành công nhất tại phòng vé năm đó ở Vương quốc Anh – và kéo dài đến năm 1970, đều được quay tại Pinewood. Thương hiệu Carry On bắt đầu vào năm 1958, do Peter Rogers (người đã kết hôn với Box) thay mặt The Rank Organisation sản xuất và Gerald Thomas (anh trai của Ralph) đạo diễn. Loạt phim hài của Norman Wisdom, trong đó tác phẩm cuối cùng được phát hành vào năm 1966, cũng được quay tại hãng. Vào những năm 1960, Pinewood không còn phụ thuộc hoàn toàn vào The Rank Organisation để lấp đầy các xưởng phim nữa. "Renters" (nhà sản xuất thuê xưởng âm thanh theo thỏa thuận cho từng phim) sử dụng một nửa số xưởng phim. Thương hiệu James Bond bắt đầu tại Pinewood với bộ phim Dr. No (1962) do Terence Young đạo diễn, và tiếp tục đặt cở sở tại hãng phim kể từ đó.
J. Arthur Rank (lúc đó là Lord Rank) thôi giữ chức chủ tịch vào năm 1962 và được kế nhiệm bởi John Davis. Davis đã chuyển đổi The Rank Organisation từ một tổ chức chuyên sản xuất phim đại chúng hướng sang các hoạt động kinh doanh có lợi nhuận cao hơn và ít rủi ro hơn. Tới thập niên 1970, Pinewood được sử dụng nhiều hơn cho các chương trình truyền hình, trong đó có UFO (1970), The Persuaders! (1971) và Space: 1999 (1975–1977) của ITC Entertainment. Trong thập niên 1980, Pinewood Studios là nơi sản xuất ra bốn phim điện ảnh James Bond gồm For Your Eyes Only; Octopussy; A View to a Kill và The Living Daylights, cùng với một số sản phẩm kinh phí lớn khác như Aliens, Krull và Batman của Tim Burton.

### Thập niên 1990–nay: Những tác phẩm gây tiếng vang
Những năm 1990 chứng kiến những sản phẩm quy mô lớn được sản xuất, như Alien 3, Batman Returns của Tim Burton và ba phim điện ảnh Bond gồm GoldenEye, Tomorrow Never Dies and The World Is Not Enough được sản xuất tại xưởng phim giúp Pinewood tiếp tục duy trì hoạt động. Video âm nhạc của đĩa đơn đầu tiên "Swear It Again" của ban nhạc pop người Ireland Westlife, được quay tại trường quay vào năm 1999.
The Rank Group sở hữu hãng phim cho đến năm 2001, khi công ty này bán lại Pinewood cho một tập đoàn do Michael Grade và Ivan Dunleavy lãnh đạo. Thương vụ mua lại Shepperton Studios từ một tập đoàn do Ridley và Tony Scott đứng đầu đã tạo ra Tập đoàn Pinewood Group, là sự sáp nhập của Pinewood Studios, Shepperton Studios, Teddington Studios, Pinewood Toronto Studios, Pinewood Indomina Studios, Pinewood Studio Berlin, Pinewood Iskandar Malaysia Studios, và một liên doanh ở Mỹ với Pinewood Atlanta Studios. Năm 2009, Pinewood và Shepperton nhận được Giải BAFTA cho Đóng góp xuất sắc của người Anh cho điện ảnh.